# 현 (대홍려)
현(顯, ? ~ ?)은 전한 후기의 관료이다. ‘현’은 이름자로, 성씨는 알 수 없다.

## 생애
초원 원년(기원전 48년), 대홍려에 임명되었다.

## 출전
- 반고, 《한서》 권19하 백관공경표 下

| 전임 왕우 | 전한의 대홍려 기원전 48년 ~ 기원전 37년 | 후임 풍야왕 |